# 성남여객
성남여객 주식회사는 경기도 성남시 분당구 분당동 123에 있는 마을버스 업체이다.

## 연혁
- 2010년 3월 9일: 회사 설립[1]

## 운행 노선
- ● 67번: 고등지구 ↔ 모란역 ↔ 수진역
- ● 66번: 늘푸른고등학교 ↔ 판교역 ↔ 고등지구
- ● 71번: 판교원마을13단지 ↔ 테크노밸리 ↔ 판교역

## 보유 차량
전 차량이 그린시티로 운행한다.